# 1-Octen
1-octen er et højere alken med formelen C8H16. 
1-octen er et alfa-alken, hvilket betyder at dobbeltbindingen er placeret på alfa(primære)-stilling; denne sammensætning får højere reaktivitet og dermed nyttige kemiske egenskaber. 
1-octen er en af de industrielt vigtige lineære alfa-alkener.
| Kemi | Spire Denne artikel om kemi er en spire som bør udbygges. Du er velkommen til at hjælpe Wikipedia ved at udvide den. |